# داني بوون
داني بوون (بالإنجليزية: Danny Boone)‏ هو لاعب كرة قاعدة أمريكي، ولد في 14 يناير 1954 في لونغ بيتش في الولايات المتحدة.

## وصلات خارجية
- داني بوون على موقع دوري كرة القاعدة الرئيسي (الإنجليزية)
- داني بوون على موقعبيزبول رفرنس.كوم (الدوري الرئيسي) (الإنجليزية)
- داني بوون على موقعبيزبول رفرنس.كوم (الدوري الثانوي) (الإنجليزية)
- داني بوون على موقع مشجعي الرسوم البيانية (الإنجليزية)